# Wułkan Gołownina
Wułkan Gołownina (ros. Вулкан Головнина, jap. 泊山, Tomari-yama) – czynny wulkan w azjatyckiej części Rosji na wyspie Kunaszyr, jednej z wysp archipelagu Kuryli. Leży w południowej części wyspy i jest najbardziej na południe wysuniętym wulkanem Wysp Kurylskich.
Kaldera wulkanu ma średnicę 4,7 km. Na jej dnie 4 niewielkie stożki wulkaniczne i 2 kratery. W jednym z kraterów, w północno-wschodniej części kaldery, w odległości zaledwie 1700 m od brzegu morskiego, znajduje się Jezioro Gorące (ros. Oзеро Горячее). Lustro wody tego jeziora leży na wysokości 130 m n.p.m., jego powierzchnia liczy ok. 3 km², maksymalna głębokość 62 m. Pomimo nazwy, jezioro zimą zamarza z wyjątkiem kilku miejsc przy brzegach, gdzie w sąsiedztwie dymią fumarole lub spływa woda z ciepłych źródeł. Nieco wyżej, w bocznym kraterze położone jest drugie jezioro o nazwie Wrzące Jezioro (ros. Oзеро Кипящее). W tym niewielkim, 3-hektarowym jeziorku woda jest rzeczywiście gorąca, miejscami pieni się i bulgoce, a na jego gliniastych brzegach występują małe wulkany błotne. Z Jeziora Wrzącego do Jeziora Gorącego korytem z czerwonoceglastego tufu spływa niewielka rzeczka o ciepłej wodzie, białawej od rozpuszczonych w niej związków siarki.
Łagodne, zewnętrzne stoki kaldery porasta bujna roślinność. Obok mieszanych lasów o wyjątkowo gęstym podszycie występują tu rozległe łąki o trawach wysokości do 2,5 m.
Nazwę wulkanowi nadano na cześć rosyjskiego żeglarza z przełomu XVIII i XIX w. Wasilija Gołownina.
Wulkan znajduje się na terenie Rezerwatu Kurylskiego.

## Literatura
- Madeyski Paweł: Dymiąca girlanda, w: „Poznaj Świat” nr 4 (101), Rok IX, kwiecień 1961, s. 7–10;
- P. M. (Paweł Madeyski): Kunaszyr, w: „Poznaj Świat” nr 4 (161), Rok XIV, kwiecień 1966, s. 43;